# رشی بارشونی
رُشی بارشونی (مجاری: Rosy Barsony؛ ۵ ژوئن ۱۹۰۹ – ۲۳ مارس ۱۹۷۷) بازیگر، خواننده و هنرمند رقص اهل مجارستان بود.
از فیلم‌ها یا مجموعه‌های تلویزیونی که وی در آن‌ها نقش داشته است می‌توان به «یک فکر جنون‌آمیز» (۱۹۳۲) اشاره نمود.